# Міхама (Фукуй)

35°36′2″ пн. ш. 135°56′26″ сх. д. / 35.60056° пн. ш. 135.94056° сх. д.
Міха́ма (яп. 美浜町, みはまちょう, МФА: [mʲihama t͡ɕoː]) — містечко в Японії, в повіті Міката префектури Фукуй. Станом на 1 червня 2009 площа містечка становила 152,32 км². Станом на 1 липня 2011 населення містечка становило 10 384 осіб.